# کیرکا (سنان‌پاشا)
کیرکا (به ترکی استانبولی: Kırka) یک منطقهٔ مسکونی در ترکیه است که در سنان‌پاشا واقع شده‌است.